# مذبحة خان يونس
مذبحة خان يونس في 12 نوفمبر 1956  هي مذبحة نفذها الجيش الإسرائيلي بحق اللاجئين الفلسطينيين في مخيم خان يونس جنوبي قطاع غزة راح ضحيتها أكثر من 250 فلسطينيا. وبعد تسعة أيام من المجزرة الأولى 12 نوفمبر 1956 نفذت وحدة من الجيش الإسرائيلي مجزرة وحشية أخرى راح ضحيتها نحو 275 شهيداً من المدنيين في نفس المخيم، كما قتل أكثر من مائة فلسطيني آخر من سكان مخيم رفح للاجئين في نفس اليوم. وقد امتدت هذه المذبحة حتى حدود بلدة بني سهيلا.

## خلفية
في عام 1956 قرر الرئيس المصري جمال عبد الناصر تأميم قناة السويس، وهو ممر مائي هام يسمح للتجارة من وإلى البحر الأبيض المتوسط مع المحيط الهندي، عن طريق البحر الأحمر. وفي اجتماع سري عقد في سيفر يوم 24 أكتوبر وافقت بريطانيا وفرنسا وإسرائيل على شن هجوم من ثلاث جهات ضد مصر، وبدأ الهجوم بضربة إسرائيلية على مواقع مصرية في شبه جزيرة سيناء في 29 أكتوبر.
وبعد ذلك بيوم، وجهت بريطانيا وفرنسا إنذارا إلى إسرائيل ومصر، الذي كان يعمل كذريعة للعملية اللاحقة من قبل كلتا القوتين للتدخل وحماية قناة السويس. وطالبت الولايات المتحدة والاتحاد السوفياتي في 30 أكتوبر بوقف الأعمال القتالية وان تسحب إسرائيل قواتها إلى خط الهدنة.
في اليوم التالي، قصفت القوات البحرية الفرنسية رفح، في حين قام سلاح الجو الملكي البريطاني بغارات بالقنابل على المطارات المصرية، وزعمت إسرائيل أنها غزت رفح بحلول 1 نوفمبر، وبدأت تقصف قطاع غزة نفسه.
وبسبب ممارسة فرنسا وبريطانيا لحقوق الفيتو في مجلس الأمن الدولي، اضطرت الدولتان الكبيرتان إلى التوصل إلى قرار بهذا الشأن امام الجمعية العامة التي وافقت على وقف اطلاق النار في الثاني من نوفمبر.
 فقدت مصر السيطرة على شبه جزيرة سيناء. وعمليات توغل حصلت في غزة التي تحتلها مصر عبر مدينة رفح، وفي الساعات الأولى من ذلك اليوم، زعمت قوات الدفاع الإسرائيلية أنها تعرف هويات الفدائيين وتعاقبهم على مداهمة إسرائيل، وأن السكان المدنيين سيحملون مسؤولية جماعية عن هذه الهجمات، ونتيجة لذلك فر نحو 1500 من الفدائيين من قطاع غزة مع أقاربهم إلى الضفة الغربية، وإلى الخليل وأماكن أخرى، أو عن طريق القفزات عبر مصر.
بعد مقتل أو القبض على جميع المقاتلين المعادين في المركزين السكانيين الأخيرين، التقت قوات من طرفي قطاع غزة في خان يونس في 3 نوفمبر وعلى عكس الاستسلام السريع للقوات المصرية في غزة، تعرضت الحامية في خان يونس تحت قيادة الجنرال يوسف العقرودي مقاومة شديدة، ردت إسرائيل بالقصف المدفعي على البلدة، مما أدى إلى خسائر فادحة في أرواح المدنيين، وأخذت القوات في 3 نوفمبر،  أما الرجال الذين يشتبه في أنهم يحملون أسلحة فقد أعدموا على الفور في منازلهم أو أماكن عملهم، في حين أجبر جميع الذكور الذين تتراوح أعمارهم بين 15 و60 عاما على الحشد، ثم وقعت مجازر بحق المدنيين، وحدثت الأولى عندما أطلقت النار على المواطنين بعد أن أجبروا على الصمود ضد جدار الكرافان العثماني القديم في الساحة المركزية للمدينة، ويدعي السكان المحليون أن عدد الفلسطينيين الذين قتلوا في هذا العمل بلغ 100 شخص، وفقا لذكريات شفوية جمعها جو ساكو.
وقعت المذبحة الأخرى في مخيم خان يونس للاجئين، كان الغرض من هجوم إسرائيل هو استئصال الفيدائيين من غزة، على الرغم من أن المجازر قد ارتكبت بشكل كبير على المدنيين وفقا لجان بيير فيليو، فإن عملية تحديد «الفدائيين» كانت غير دقيقة.
سارت القوات الإسرائيلية عبر البلدة صباح يوم 3 نوفمبر، مما أجبر الرجال على الخروج من ديارهم أو أطلقوا النار عليهم حيث عُثر عليهم في عام 2003، قال شبلاق لساكو أن جميع الرجال والنساء والأطفال القدامى طردوا من أسرهم. ولدى مغادرتهم، تم استهداف الشباب المتبقين برشقات نارية من الجنود الإسرائيليين. ويزعم أن السكان البالغين من سكان شارع جلال، في وسط خان يونس، اصطفوا وأطلقوا النار من مواقع ثابتة مع مدافع رشاشة خفيفة من طراز برين، وأطلقوا النار خارجيا إلى درجة أن رائحة الكورديت تملأ الهواء.

## ما بعد الحادثة
إن فرض حظر التجول المفروض على مواطني غزة منعهم من استرجاع جثث زملائهم القرويين، وتُركت الجثث متناثرة حول المنطقة بين عشية وضحاها، وقد تولى الصليب الأحمر الدولي نقل الجرحى إلى مدينة غزة للعلاج الطبي.
انسحبت إسرائيل من غزة وسيناء في مارس 1957 وبعد ذلك بوقت قصير، اُكتشفت مقبرة جماعية في محيط خان يونس، احتوت على جثث أربعين رجلا فلسطينيا أصيبوا برصاصة في الجزء الخلفي من الرأس.

### تقرير الأمم المتحدة
في 15 ديسمبر 1956، قُدِّم التقرير الخاص لمدير وكالة الأمم المتحدة لإغاثة وتشغيل اللاجئين الفلسطينيين في الشرق الأدنى، وتعترف مذكرات المدير أيضا بحادث مماثل، وهو مذبحة رفح، التي أعقبت احتلال المدينة مباشرة.
وفقا لتقرير وكالة الأمم المتحدة لإغاثة وتشغيل اللاجئين الفلسطينيين في الشرق الأدنى، الذي جمع ما اعتبرته قائمة موثوقة من الأشخاص الذين أعدموا في 3 نوفمبر، إذ اُعدم 275 شخصا في ذلك اليوم، وتفيد مصادر فلسطينية أن عدد القتلى بلغ 415 قتيلا، و 57 آخرين لم يعرف مصيرهم أو اختفوا، وفقا لزعيم حماس في المستقبل عبد العزيز الرنتيسي، عن طفل يبلغ من العمر 8 سنوات في خان يونس في ذلك الوقت الذي شهد واحدة من عمليات الإعدام، عمه،  والذي اغتيل في وقت لاحق من قبل القوات الإسرائيلية في 2004، قتل 525 من سكان غزة من قبل الجيش الإسرائيلي.
كان الجندي الإسرائيلي ماريك جيفن يعمل في غزة خلال أزمة السويس، في عام 1982، جيفن، بعد أن أصبح صحافيا، نشر ملاحظاته أثناء المشي في المدينة بعد فترة وجيزة من عمليات القتل، وقال في رسالته لمرحلة ما بعد الاحتلال لخان يونس:
«في بعض الأزقة وجدنا جثثا متناثرة على الأرض مغطاة بالدم وقد تحطمت رؤوسهم، ولم يكن أحد يهتم بنقلها، لقد كان مروعا، وأنا لا يمكن أن تعتاد على مرأى من مسلخ الإنسان.»